# Кирочная улица (Санкт-Петербург)
Ки́рочная улица — улица в Центральном районе Санкт-Петербурга. Проходит от Литейного проспекта до улицы Красного Текстильщика.

## История
Проложена в первой половине XVIII века на территории бывшей Литейной (Артиллерийской) слободы (отсюда и первоначальное название — 4-я Артиллерийская линия, 4-я Артиллерийская улица).

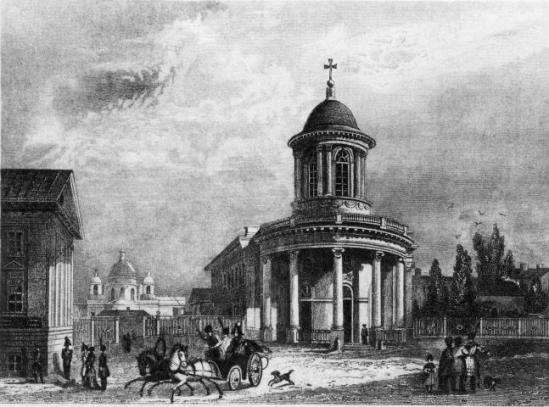
Анненкирхе. Гравюра Гоберта с рисунка А. М. Горностаева, 1834 г.

Название Кирочная улица появилось в 1780 году и произошло от лютеранской кирхи (дом 8 по современной нумерации — лютеранская церковь Святой Анны (Анненкирхе) (здание церкви сильно пострадало при пожаре 2002 года)) . До середины XIX века также бытовали другие названия улицы: Васильевская и 2-я Фурштатская.
Изначально название «Кирочная улица» распространялось только на участок от Литейного проспекта до Таврической улицы. Участок от современных Таврической улицы до Суворовского проспекта сначала входил в состав Таврического проспекта, а после продления последнего носил самостоятельные названия Конно-гвардейский переулок, а затем — Мариинский переулок. В 1868 году Мариинский переулок был объединён с Кирочной улицей.
В 1939 году улица была переименована в честь выдающегося русского писателя М. Е. Салтыкова-Щедрина, а в 1998 году ей возвратили прежнее историческое название Кирочная.
В 1961 году, в рамках реконструкции территории восточнее Суворовского проспекта и севернее улицы Моисеенко, улица Салтыкова-Щедрина была продлена до Новгородской улицы.
Осенью 2014 года построено продолжение Кирочной улицы до улицы Красного Текстильщика. 31 января 2017 года оно было официально включено в состав Кирочной улицы, но движение по новому участку открыли только в августе 2019 года.
С 1917 по 2001 год на участке от Литейного проспекта до улицы Восстания ходил трамвай.

## Застройка

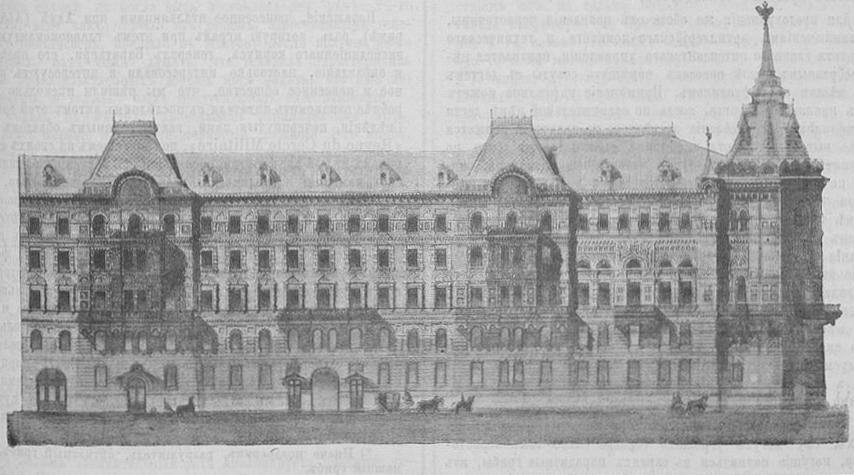
Собрание офицеров Гвардейского корпуса в 1896 году.

- Дом № 1 / Литейный пр., 20 — Дом офицеров.
- Дом № 6, литера А — доходный дом потомственного почётного гражданина И. М. Екимова. Здание в стиле модерн было построено в 1908—1909 годах по проекту архитектора Вильгельма Ван-дер-Гюхта[8][9].
- Дом № 12, литера А — пятиэтажный доходный дом в эклектичном стиле был построен в 1894 году по проекту архитектора Петра Гилева для члена городской думы, купца Д. А. Дурдина[1]. Здание упоминается в романе «Нечистая сила» Валентина Пикуля — по сюжету, в одной из квартир жил журналист Сазонов, другом и частым гостем которого был Григорий Распутин. В 1913 году здание попало в криминальные хроники города из-за громкого убийства — проживавшую в нём актрису и куртизанку Марианну Тиме ради денег убили два молодых аристократа, однако заполучить смогли только дорогое кольцо. В начале XX века в доме находилась редакция журнала «Экономист России», среди известных жильцов были графиня Ольга Дмитриевна Апраксина, вдова генерал-лейтенанта, председательница Совета братства «Во имя царицы небесной», и поэтесса Татьяна Щепкина-Куперник. В 1940-м она сдала квартиру внуку актрисы Екатерины Ермоловой, психиатру Николаю Зеленину. Зеленин погиб от голода в годы блокады. В 2021 году дом включили в список объектов культурного наследия регионального значения[10][11].
- Дом № 15 — Казармы для нижних чинов жандармского дивизиона (1857—1858, архитектор Рудольф Бернгард).
- Дом № 17 — здесь жил архитектор Лев Руднев.
- Дом № 22 — дом М. М. Верховского, 1910—1912, архитекторы Ипполит Претро и Василий Шауб (?). Исследователи склоняются к тому, что Верховский выступал только заказчиком первого проекта перестройки, тогда как настоящим владельцем дома был Алексей Мещерский. Мещерский с семьёй жил в 500-метровой квартире на втором этаже здания, частым их гостем был молодой Сергей Прокофьев[12].
- Дом № 23 — в этом здании жил Владимир Оппель, на фасаде установлена мемориальная доска.
- Дом № 24 — доходный дом Юлиана Бака (1904—1905, архитектор Борис Гиршович); с января 1906 года в нём располагалась мастерская Льва Бакста (кв. № 6); также до революции в доме жили учёный-эпидемиолог, писатель и государственный деятель Сергей Лукьянов, военный министр Александр Редигер; с 1930 по 1941 жили Анатолий Мариенгоф с супругой Анной Никритиной[13][14][15].
- Дом № 28 — современная школа № 183, ранее на её месте находилась церковь Святых Космы и Дамиана при лейб-гвардейском Сапёрном батальоне, построенная в 1876—1879 годах архитектором Максимилианом Месмахером). Снесена в 1940-х годах.
- Дом № 29 (ул. Радищева, 46) — доходный дом. Перестроен в 1899 году по проекту Павла Мульханова.
- Дом № 33 — здесь размещался 6-й саперный батальон.
- Дома № 32 и 34 — доходные дома, возведённые в 1881—1900 годах архитектором Павлом Сюзором для предпринимателя Анания Ратькова-Рожнова.
- Дом № 39 (дома 31—39 — Парадная улица, 1, 3. Виленский переулок, 12, 14. улица Радищева, 35, 37, 39) — В 1802—1807 годах по проекту архитекторов Фёдора Волкова и Фёдора Демерцова здесь были сооружены казармы и госпиталь Преображенского лейб-гвардейского полка. Внутренняя часть квартала Преображенцев снесена в 2006—2007 годах[16].

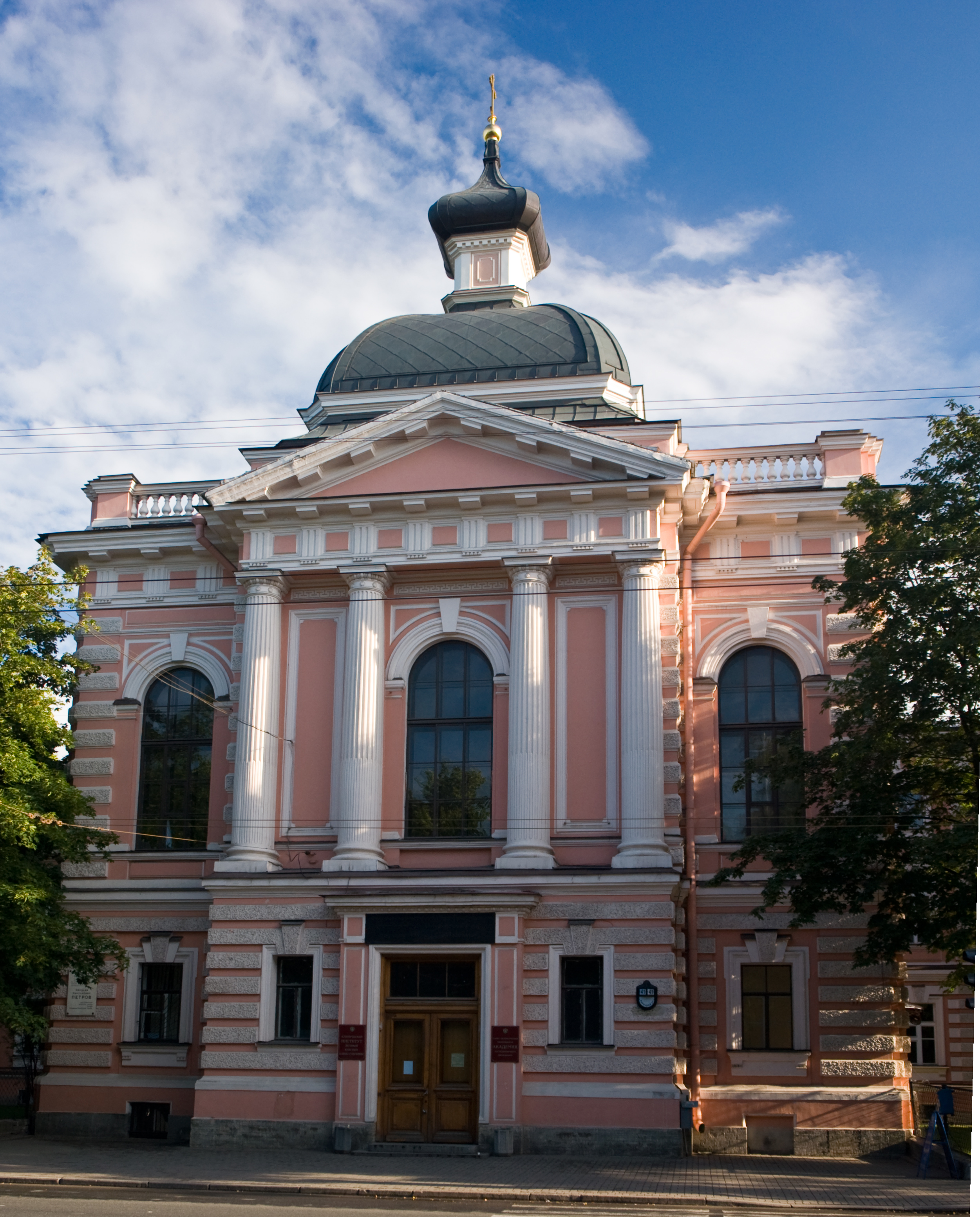
Медицинская академия последипломного образования

- Дом № 40 — особняк гофмейстера Алексея Нейдгардта. Здание построено в 1910—1911 годах по проекту архитектора Ивана Бургазлиева. Сочетание неоклассицизма, мотивов итальянского Возрождения и русского барокко. Объект культурного наследия.
- Дом № 41 — здесь размещался клинический институт великой княгини Елены Павловны, построенный в 1878—1885 годах по проекту архитектора Роберта Гёдике, ныне — Санкт-Петербургская медицинская академия последипломного образования.

В квартале, ограниченном Кирочной, Потёмкинской, Шпалерной и Таврической улицами располагается Таврический сад, в котором находится Таврический дворец.

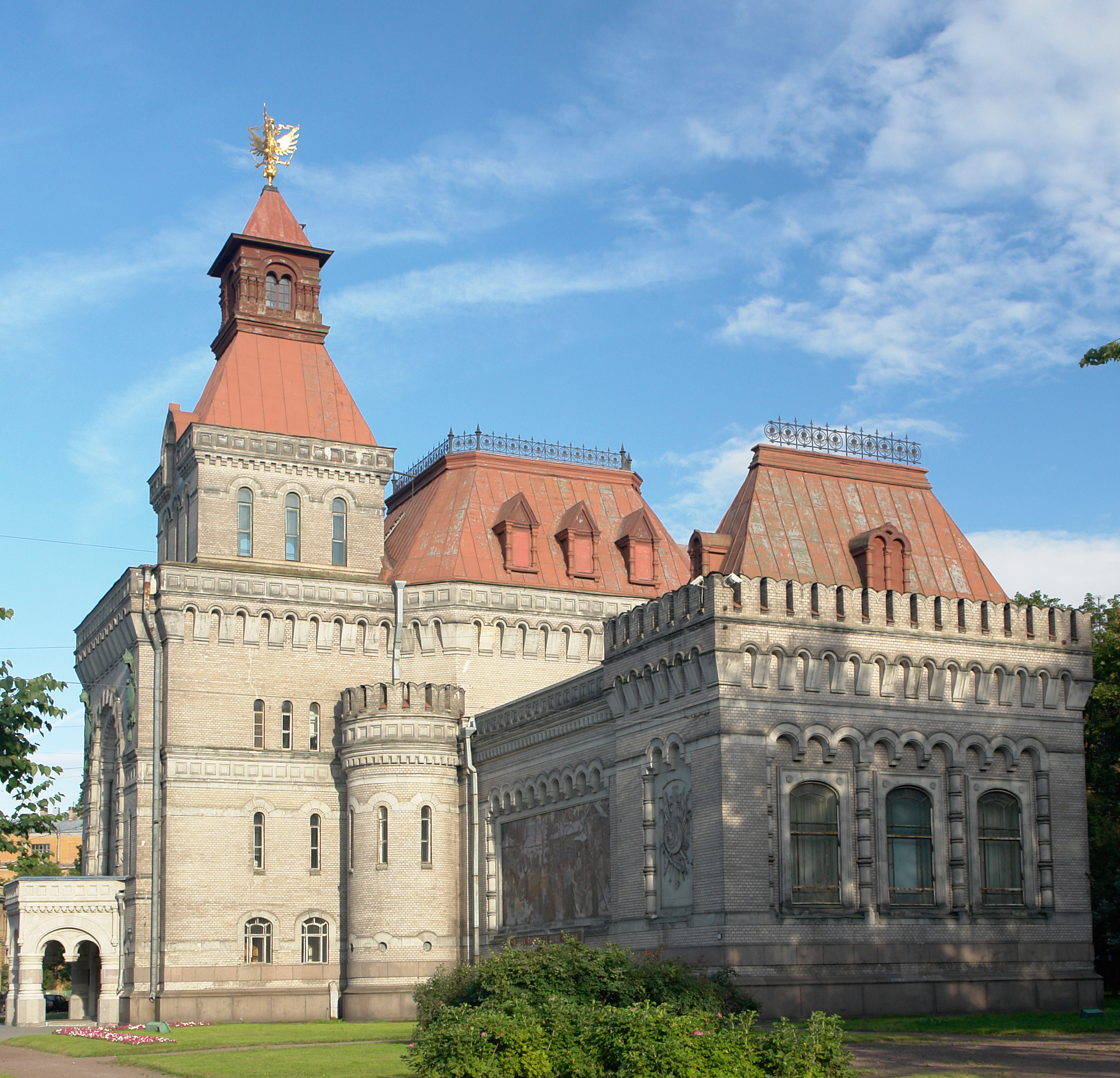
Музей А. В. Суворова

- Дом № 43 — мемориальный музей А. В. Суворова. Здание было построено в 1904 году по проекту архитекторов Александра фон Гогена и Германа Гримма специально для этого музея, который в то время размещался в здании Академии Генерального штаба на Суворовском проспекте. Фасад здания, выходящий на Кирочную улицу, украшают две мозаичные картины «Отъезд Суворова в поход 1799 года» и «Переход Суворова через Альпы в 1799 году».
- Дом № 45 лит. А — дом Александра Ивановича Шульгина, построен в 1908—1909 годах по проекту архитектора Михаила Ивановича фон Вилькена, объект культурного наследия регионального значения. До революции в доме жили врач Николай Гамалея, архитектор Сима Минаш[17].
- Дом № 47 — доходный дом. Построен в 1908—1909 годах по проекту Агурьяна Голосуева. Завершён Петром Батуевым.
- Дом № 48 — доходный дом. На этом угловом участке с 1820-х годов находился двухэтажный особняк, в котором проживала Прасковья Ахвердова, троюродная тётка Михаила Лермонтова. Салон этой образованной дамы посещали виднейшие русские литераторы, в том числе и Лермонтов. Особняк в 1871 году надстроил и расширил архитектор А. И. Жоффрио, здесь он и жил.
- Дом № 49 — доходный дом М. В. Захарова (1909—1910, архитектор Алексей Захаров).
- Дом № 54 — здесь с 1837 года до 1918 года размещался Мариинский институт благородных девиц. В 1834 году у наследников Тебякина было куплено место общей площадью 7807 квадратных сажен для строительства института благородных девиц. Новое здание, в котором сейчас располагается школа № 163, было построено по проекту Андрея Штакеншнейдера (это была первая работа известного архитектора).
- Дом № 64, литера А — включён в «Список диссонирующих объектов», нарушающих архитектурную гармонию сложившейся застройки[18].